# Adriana Margaretha Huguetan
Adriana Margaretha Huguetan (Amsterdam, 11 januari 1701 - Den Haag, 15 mei 1752) was de dochter van de bankier en uitgever Pieter Huguetan, heer van Vrijenhoeven, en Maria de Vicq. Op 15 september 1739 trouwt de rijke Adriana met de verarmde edelman Hendrik Carel van Nassau-LaLecq in 's-Gravenhave, wat voor deze laatste de redding van diens erfgoed (onder andere Beverweerd) betekende. Zij vroeg in 1732 aan de architect Daniël Marot om een stadshuis te bouwen aan het Lange Voorhout in Den Haag: het huis Huguetan (thans de tijdelijke huisvesting van de Eerste Kamer der Staten-Generaal). Toen haar vader in 1740 overleed, viel de voogdij over Adriana's halfbroer en -zus toe aan haar echtgenoot. Adriana werd echter door een slepende ziekte overvallen en zou na een lang ziekbed overlijden. Zij is op 21 mei 1752 bijgezet in de Grafkelder van Nassau-LaLecq te Ouderkerk aan den IJssel.